# 久留美バスストップ
久留美バスストップ（くるみバスストップ）は、兵庫県三木市久留美に位置する山陽自動車道のバス停。

## 路線
- 姫路駅～大阪伊丹空港リムジンバス（神姫バス）の大阪伊丹空港行き

姫路駅行きは降車専用のため、乗車できない。

## 所要時間
大阪空港までは約45分

## アクセス
- 神姫バス 久留美バス停
- 無料駐車場あり

## 隣
E2山陽自動車道
(3)三木東IC - (BS)久留美BS - (SA)三木SA - (4)三木小野IC

## 位置情報
- 久留美バスストップ（バス停検索）

- 北緯34度48分59秒 東経135度00分29秒 / 北緯34.81639度 東経135.00806度
- 淡河［北西］ - 地理院地図
- 三木市久留美 - Google マップ

- - Google マップでは久留美バスストップで検索しても正しく表示されないため、近傍の地点で代用。